# Slattato
Lo slattato è un formaggio di latte vaccino, grasso e fresco, che viene prodotto nelle Marche ed in particolare nella zona del Montefeltro nella provincia di Pesaro e Urbino. Viene tutelato come prodotto agroalimentare tradizionale.

## Descrizione
Si tratta di un formaggio fresco, a pasta molle, che si consuma 7 giorni dopo la produzione. Si presenta con una crosta morbida, bianca o avorio; anche la pasta è bianca, con occhiatura regolare. Le forme sono cilindriche, afflosciate su se stesse, di peso compreso tra 400 g e 1,8 kg.
Tradizionalmente viene messo in commercio avvolto da foglie di fico o di cavolo.

## Storia
Lo slattato viene prodotto tra ottobre e marzo. Ciò è dovuto storicamente al fatto che in questi mesi i casari non avevano a disposizione il latte di pecore e capre, rivolgendosi quindi al latte vaccino.